# Divizia Națională (2000/2001)
Sezon 2000/2001 był 10. edycją rozgrywek o mistrzostwo Mołdawii. Tytułu mistrza kraju nie obronił Zimbru Kiszyniów. Został nim zespół Sheriff Tyraspol. Tytuł króla strzelców przypadł Rusłanowi Barburosowi i Davidowi Mujiriemu, którzy strzelili po 17 goli.

## Zespoły
| Uczestnicy poprzedniej edycji                                                                                 | Uczestnicy poprzedniej edycji | Uczestnicy poprzedniej edycji | Uczestnicy poprzedniej edycji |
| --- | ----------------------------- | ----------------------------- | ----------------------------- |
| ZKI | Zimbru Kiszyniów              | 1                             |                               |
| SHE | Sheriff Tyraspol              | 2                             |                               |
| CKI | Constructorul Kiszyniów       | 3                             |                               |
| NOT | Nistru-Unisport Otaci         | 4                             |                               |
| TIL | Tiligul Tyraspol              | 5                             |                               |
| OLB | Olimpia Bielce                | 6                             |                               |
| AGR | Agro Kiszyniów                | 7                             |                               |
| Spadek z Divizia Națională                                                                                    |                               |                               |                               |
| MDG | Moldova-Gaz Kiszyniów         | 8                             |                               |
| ROM | Roma Bielce                   | 9                             |                               |
| ENE | Energetic Dubăsari            | 10                            |                               |
| Awans z Divizia A                                                                                             |                               |                               |                               |
| HAI | Haiducul Sporting Hîncești    |                               |                               |
| Oznaczenia: - kolumna pierwsza – skróty nazw drużyn, - kolumna trzecia – miejsce zajęte w poprzednim sezonie. |                               |                               |                               |

## Tabela końcowa
|   | Klub                       | M  | Z  | R | P  | Br+ | Br- | Pkt |
| 1 | Sheriff Tyraspol           | 28 | 21 | 4 | 3  | 58  | 18  | 67  |
| 2 | Zimbru Kiszyniów           | 28 | 20 | 6 | 2  | 46  | 15  | 66  |
| 3 | Tiligul Tyraspol           | 28 | 11 | 8 | 9  | 33  | 34  | 41  |
| 4 | Constructorul Kiszyniów    | 28 | 10 | 9 | 9  | 30  | 30  | 39  |
| 5 | Nistru Otaci               | 28 | 9  | 6 | 13 | 31  | 39  | 33  |
| 6 | Agro Kiszyniów             | 28 | 6  | 7 | 15 | 26  | 47  | 25  |
| 7 | Haiducul Sporting Hîncești | 28 | 6  | 7 | 15 | 34  | 45  | 25  |
| 8 | Olimpia Bielce             | 28 | 3  | 5 | 20 | 19  | 49  | 14  |

|  | Mistrz             |
|  | Baraż o utrzymanie |
|  | Spadek             |

## Baraż o utrzymanie/awans
Haiduc-Sporting Hîncești w/o Petrocub-Condor Sarata-Galbena
Haiduc-Sporting Hîncești spadło z 1. ligi, natomiast zespół Petrocub-Condor Sarata-Galbena do niej awansował (i przeniósł swoją siedzibę do miasta Hîncești oraz zmienił nazwę na FC Hîncești).

## Najlepsi Strzelcy
|   | Piłkarz          | Klub                                                           | Gole |
| - | ---------------- | -------------------------------------------------------------- | ---- |
| 1 | Ruslan Barburos  | Haiducul Sporting Hîncești / Agro Kiszyniów / Sheriff Tyraspol | 17   |
| - | David Mudziri    | Sheriff Tyraspol                                               | 17   |
| 3 | Edward Aniamkegh | Sheriff Tyraspol                                               | 8    |
| - | Vadim Chirilov   | Tiligul Tyraspol                                               | 8    |
| - | Vitaly David     | Haiducul Sporting Hîncești                                     | 8    |
| - | Jury Miterew     | Zimbru Kiszyniów                                               | 8    |